# Девід Отонга
Девід Отонга (англ. David Otunga), повне ім'я Девід Деніел Отонга, старший (англ David Daniel Otunga, Sr., 7 квітня 1980) — відомий американський реслер, що виступає в WWE. Крім того, адвокат та актор.

## Біографія
Девід Отонга народився 7 квітня 1980 року в Елджині, штат Іллінойс. Батьки Девіда — педагоги. Отонга наймолодший із трьох дітей. Він закінчив школу з високими оцінками. Отонга має ступінь бакалавра в області психології з Університету штату Іллінойс. Після закінчення школи, він переїхав до Нью-Йорку, де він працював у Колумбійському університеті. Зараз працює юристом та реслером WWE.

## NXT (2010)
16 лютого 2010 року було оголошено, що Отонга братиме участь у першому сезоні NXT. Наставником Отонги став Ар-Трус. Дебют Отонги на NXT відбувся 23 лютого на першому епізоді шоу, де він швидко здолав Даррена Янга. Однак, Янг переміг Отонгу в матчі-реванші після втручання свого наставника — СМ Панка. Після матчу Ар-Трус запропонував Отонзі підтримку, але той відмовився. Ар-Трус і Отонга ще продовжували сперечатися за лаштунками. На шоу NXT 30 березня Отонга виграв махач через канати, де брали участь 8 новачків. У першому сезоні NXT Отонга посів 2-ге місце.

## RAW (2010 — наш час)
На шоу на арені RAW 7 червня Отонга серед інших учасників першого сезону NXT (Уейда Барретта, Даррена Янга, Джастіна Гебріела, Майкла Тарвера, Скіпа Шеффілда, Хіта Слейтера і Деніела Брайана) втрутився у поєдинок Джона Сіни й СМ Панка, побивши обох реслерів, Люка Геллоуса, рефері, ринг-анонсера, американських коментаторів, а також зламавши апаратуру. 14 червня новачки зажадали контракти з RAW від генерального менеджера — Брета Харта. Отримавши відмову, вони побили його. Незабаром, Вінс Макмехон вилаяв і звільнив Харта. З'явився новий "анонімний" генеральний менеджер, який роздав новачкам контракти, і вони стали називати себе "Нексус", що з англійської означає "зв'язок".

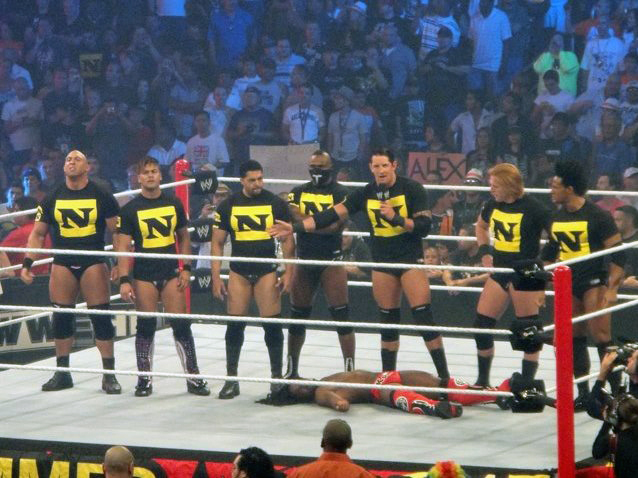
Команда "Нексус" побила Кофі Кінгстона

Новачки продовжили сіяти руйнування. Зав'язалася ворожнеча між командою "Нексус" і Джоном Сіною. На одному з шоу на арені RAW відбувся нерівний бій шість на одного, у котрому "Нексус" перемогли Сіну. На супершоу SummerSlam (2010) "Нексус" програли команді Сіни, яка складалася з  Еджа, Кріса Джеріко, Ар-Труса, Джона Моррісона, Деніела Брайана і Брета Харта у поєдинку сім на сім. Отонга вибув четвертим у складі "Нексуса" після больового прийому Кріса Джеріко стіни Єрихону. Після того, як Сіна приєднався до команди "Нексус", Отонга об'єднався з ним у команду, і відняв командні пояси у Коді Роудса і Дрю Макінтайра. Однак, наступної ночі Барретт наказав Отонзі, щоб той віддав пояси Слейтеру і Гебріелу. Через деякий час Отонга став виступати проти Барретта.
Коли місце лідера "Нексуса" зайняв СМ Панк, Джастін Гебріел і Хіт Слейтер відмовилися проходити його випробування і пішли з угрупування. Отонга ж погодився пройти випробування. Він воював із Біг Шоу, але програв. Попри поразку, Отонга залишився в угрупуванні.
Під час ворожнечі "Нексуса" і Ренді Ортона генеральний менеджер оголосив, що Панк і Ортон битимуться на супершоу WrestleMania 27. Щотижня Ортон буде змагатися проти одного члена команди нового "Нексуса". Якщо член "Нексуса" виграє, то він має право перебувати в кутку Панка на арені WrestleMania, якщо ж член команди "Нексус" програє, то він відсторонюється від участі на супершоу. Також якщо відсторонений член "Нексуса" втручається у поєдинок, то усе угрупування розпускається. "Нексус" побили Ортона перед матчем проти Отонги. Девід домінував увесь поєдинок, провів свій фінішер під назвою Verdict, але отримав RKO від Ренді й програв. Після матчу Ортон провів Отонзі Punt kick, травмуючи цим прийомом вже третього члена "Нексуса" (після Хаскі Харріса і Майкла Макгіллікаті).
На випуску RAW  23 травня разом із Майклом Макгіллікаті за допомогою СМ Панка відібрали командні пояси у Кейна і Біг Шоу і протримали їх 3 місяці, після чого разом з Макгіллікаті програли їх Кофі Кінгстону і Евану Борну, потім їх команда розпалася. Пізніше, коли у WWE з'явилися ті, хто був незадоволений тим, що Тріпл Ейч став головним, Отонга, згадуючи про свій юридичний диплом з Гарварду, почав їм сприяти.
Коли на арені RAW Джон Лоринайтіс став генеральним менеджером, Девід Отонга став його помічником. На РеслМанії 28 Отонга став капітаном команди Лоринайтіса, після перемоги якої Джон став менеджером обох брендів.
16 квітня на випуску шоу на арені RAW Отонга даремно змагався із Сантіно Мареллою за титул чемпіона США.
На супершоу No Way Out (2012) Девід програв Бродусу Клею шляхом відліку. Наступного вечора на арені RAW Девід об'єднався у команду з Біг Шоу та Джоном Лоринайтісом для змагання з Джоном Сіною у нерівному поєдинку 3 на 1, але позаяк Біг Шоу пішов з арени, це був бій 2 на 1. Увесь поєдинок змагалися лише Девід Отонга та Джон Сіна, оскільки Джон Лоринайтіс не хотів виходити на ринг. Він казав партнеру, що у нього травма. Проте згодом з'ясувалося, що Лоринайтіс цілком здоровий. Девіду не сподобалось, що колишній друг його обманув. Під кінець поєдинку Девід Отонга пішов з арени, і Лоринайтіс залишився сам на сам із Сіною, де переміг останній.
Він повернувся на арену RAW 20 серпня, щоб протистояти генеральному менеджеру арени RAW Ей Джей Лі. Його поставили у поєдинок проти Біг Шоу, який Девід програв.
3 вересня Отонга був помічений з Альберто Дель Ріо, який сказав Метту Страйкеру, що його клієнт Альберто не буде з ним говорити.
7 вересня на арені SmackDown він вів справу проти фінішера Шеймуса - Brogue Kick. Девід домігся того, щоб його заборонили. Того ж вечора Отонга змагався із Шеймусом у головній події. Девід програв після того, як Шеймус зробив йому больовий прийом. Згодом коронний прийом Шеймуса був відновлений.
На супершоу Survivor Series (2012) змагався у команді Дольфа Зігглера, замінюючи травмованого Коді Роудса. Він був знищений Деніелом Брайаном. Також Девід брав участь у супершоу Royal Rumble (2012), де він вийшов під номером 9, але Девід був знищений Шеймусом.
Також у квітні 2012 року бився на домашньому шоу WWE в Москві проти Алекса Райлі, де він переміг Райлі прийомом Verdict.
18 березня 2013 року на арені RAW Девід Отонга бився з Райбеком. Отонга програв після прийому Shell Shocked. Після поєдинку Райбек знову зробив свій коронний прийом Девіду Отонзі.
У 2014 році узяв участь у Королівському махачі імені Андре Гіганта на РеслМанії 30. Девід був знищений Біг І Ленгстоном.

## У реслінгу
- Музичні теми
  - "We Are One"
  - "This Fire Burns"
  - "All About the Power"
- Фінішери
  - Verdict (укр. вердикт)

## Титули й нагороди
- Pro Wrestling Illustrated
  - За версією PWI ворожнеча року команди "Нексус" проти WWE (2010)
  - PWI ставить його під № 109 у списку 500 найкращих реслерів 2010 року
  - PWI ставить його під № 97 у списку 500 найкращих реслерів 2011 року
  - Самий ненависний реслер року — як частина "Нексус" (2010)
- World Wrestling Entertainment
  - Командний чемпіон WWE (2 рази) — із Джоном Сіною (1 раз), із Майклом Макгіллікаті (1 раз)
  - Нагорода Слеммі 2010 — шокуючий момент року: дебют команди "Нексус"